# Я — «Берёза»
«Я — „Берёза“» — советский художественный телефильм 1964 года, военная драма режиссёра Дамира Вятич-Бережных, снятый по мотивам рассказа Бориса Полевого «Мы — советские люди».

## Сюжет
Елена — переводчик немецкого языка, которая в оккупированном фашистами городе обучает офицерский состав русскому языку. При этом она — советская разведчица, работающая под кодовым именем «Берёза».
В годы Великой Отечественной войны работает в тылу врага, добывает ценные сведения для советского командования.

## В ролях
- Наталья Фатеева — Елена, советская разведчица «Берёза», переводчик немецкого языка
- Владимир Ивашов — лётчик
- Николай Крючков — дядько «Левко»
- Феликс Яворский — журналист
- Вадим Захарченко — радист
- Иван Жеваго — хозяин комиссионного магазина
- Константин Барташевич — немецкий генерал
- Арво Круусемент — немецкий майор
- Олег Голубицкий — адъютант немецкого генерала
- Лотар Шумахер — немецкий капитан
- Борис Романов — армейский офицер
- Виктория Чаева — закадровый перевод

## Создатели
- Автор сценария: Леонид Забицкий
- Режиссёр-постановщик: Дамир Вятич-Бережных
- Главный оператор: Константин Бровин
- Художник: Василий Щербак
- Режиссёр: Левон Кочарян
- Композитор: Владимир Юровский
- Звукооператор: А. Павлов
- Грим: И. Перминова
- Художник по костюмам: Е. Михановская
- Монтаж: Р. Димитрато
- Редактор: И. Наумова
- Дирижёр: Григорий Гамбург
- Директор картины: Алексей Стефанский

## Технические данные
Телепремьера в СССР — 9 мая 1964 года, в Венгрии — 1 апреля 1965 года под названием «A nyírfa».